# Ibi
Ibi es un municipio del interior de la provincia de Alicante, en la Comunidad Valenciana, España. Situada en la comarca de la Hoya de Alcoy, es la población más grande de la subcomarca geográfica de la Hoya de Castalla y la segunda, por detrás de Alcoy, de la comarca. Cuenta con 24 210 habitantes (INE, 2024), siendo el 21.º municipio más poblado de la provincia.

## Geografía

### Localización

La villa de Ibi se encuentra a 816 metros de altitud sobre el nivel del mar lo que la convierte en uno de los municipios más altos de toda la provincia. El municipio está situado en el extremo noroeste de los valles que configuran la Hoya de Castalla y al nordeste de la cuenca del río Monnegre, conocido también como río Verde o de Castalla. En el pasado, por Ibi transcurría el cauce de dos ríos afluentes del Monnegre: la Rambla Gavarnera, hoy en día inexistente y Les Caixes (las Cajas), que fue parcialmente canalizado a su paso por el centro urbano. La primera parte del río desde su nacimiento no está canalizada y se puede contemplar en el Barranco de los Molinos.
En su parte norte y nordeste limita con un gran arco montañoso formado por las sierras de Biscoi, Teixereta, Cabezo Quarter, Cabezo Corbó y la Tallada. Su pico más elevado es el Menejador, con 1356 metros de altitud. Dicha montaña se encuentra dentro del parque natural del Carrascal de la Fuente Roja, que pertenece a los términos municipales de Ibi y Alcoy.
La población está enclavada entre dos cerros sobre los cuales se ubican respectivamente las ermitas de Santa Lucía y San Miguel.
Se comunica con Alicante y Valencia por la autovía A-7 y con Madrid a través de la CV-80 que conecta con la A-31.

### Localidades limítrofes
El término de Ibi limita con los términos municipales de Alcoy, Castalla, Jijona y Onil.
| Noroeste: Onil, Alcoy | Norte: Alcoy          | Noreste: Alcoy      |
| Oeste: Onil, Castalla |                       | Este: Alcoy, Jijona |
| Suroeste: Castalla    | Sur: Jijona, Castalla | Sureste: Jijona     |

### Clima
El clima de Ibi es un clima mediterráneo (clasificación climática de Köppen CSa) con influencias continentalizadas debidas a la altura. Los inviernos son frescos, siendo las heladas ocasionales durante el invierno, y la nieve, aunque cada vez más escasa, es habitual verla todos los años. Por otro lado, los veranos son cálidos y secos, aunque relativamente cortos. La ciudad presenta una temperatura media anual de 12.8 °C y una precipitación media aproximada de 400 mm, concentrándose las lluvias principalmente en otoño y primavera (aunque muy variable a lo largo de las estaciones y de un año a otro).
| Parámetros climáticos promedio de Ibi en el periodo 1961-1972    | Parámetros climáticos promedio de Ibi en el periodo 1961-1972 | Parámetros climáticos promedio de Ibi en el periodo 1961-1972 | Parámetros climáticos promedio de Ibi en el periodo 1961-1972 | Parámetros climáticos promedio de Ibi en el periodo 1961-1972 | Parámetros climáticos promedio de Ibi en el periodo 1961-1972 | Parámetros climáticos promedio de Ibi en el periodo 1961-1972 | Parámetros climáticos promedio de Ibi en el periodo 1961-1972 | Parámetros climáticos promedio de Ibi en el periodo 1961-1972 | Parámetros climáticos promedio de Ibi en el periodo 1961-1972 | Parámetros climáticos promedio de Ibi en el periodo 1961-1972 | Parámetros climáticos promedio de Ibi en el periodo 1961-1972 | Parámetros climáticos promedio de Ibi en el periodo 1961-1972 | Parámetros climáticos promedio de Ibi en el periodo 1961-1972 |
| Mes                                                              | Ene.                                                          | Feb.                                                          | Mar.                                                          | Abr.                                                          | May.                                                          | Jun.                                                          | Jul.                                                          | Ago.                                                          | Sep.                                                          | Oct.                                                          | Nov.                                                          | Dic.                                                          | Anual                                                         |
| ---------------------------------------------------------------- | ------------------------------------------------------------- | ------------------------------------------------------------- | ------------------------------------------------------------- | ------------------------------------------------------------- | ------------------------------------------------------------- | ------------------------------------------------------------- | ------------------------------------------------------------- | ------------------------------------------------------------- | ------------------------------------------------------------- | ------------------------------------------------------------- | ------------------------------------------------------------- | ------------------------------------------------------------- | ------------------------------------------------------------- |
| Temp. media (°C)                                                 | 6.0                                                           | 7.4                                                           | 8.5                                                           | 10.8                                                          | 13.6                                                          | 16.5                                                          | 20.9                                                          | 21.3                                                          | 18.6                                                          | 14.5                                                          | 9.6                                                           | 6.5                                                           | 12.8                                                          |
| Precipitación total (mm)                                         | 21.7                                                          | 21                                                            | 25.6                                                          | 38.6                                                          | 24.7                                                          | 27.1                                                          | 10.9                                                          | 6.8                                                           | 34.8                                                          | 77.5                                                          | 27.1                                                          | 40.1                                                          | 355.9                                                         |
| Fuente: Ministerio de Agricultura, Alimentación y Medio Ambiente |                                                               |                                                               |                                                               |                                                               |                                                               |                                                               |                                                               |                                                               |                                                               |                                                               |                                                               |                                                               |                                                               |

## Toponimia
Aunque el origen del nombre sigue siendo incierto, las teorías más aceptadas apuntan a que se trata de un vocablo ibérico que significa "zona o lugar entre dos ríos": el río de Les Caixes y la Rambla Gavarnera.

## Historia
Ibi no se constituye como una villa hasta el siglo XVII, fruto de un largo proceso histórico iniciado en la Edad Media con la conquista y repoblación cristiana. Pero antes de todo eso, el territorio fue ocupado por otras culturas y ya se le conocía como territorio independiente en el siglo IV.

### Edad Antigua

#### Época ibérica
En los siglos VI-III a. C., el punto geográfico que hoy conocemos por Ibi se hallaba en el territorio de la Contestania, que se sitúa al sur del río Júcar. Limitaba al norte con los edetanos y al sur con los bastetanos.
Los estudios realizados en la Hoya de Castalla definen la misma como espacio de transición entre los distintos territorios contestanos de la comarca de la Hoya de Alcoy, el Campo de Alicante y el Vinalopó al no situarse en la zona un gran poblado amurallado del que puedan depender el resto de yacimientos aledaños y al poseer menor cantidad que el resto de la Hoya de Alcoy y las otras comarcas citadas.
En Ibi, de época ibérica plena son los yacimientos de la Cova de la Moneda y Fernoveta. De época ibérica tardía parecen las cerámicas encontradas en L'Horta de Pont Sud y Camino Viejo de Onil.
La Cova de la Moneda es uno de los yacimientos de más renombre de la Hoya de Castalla. Sin embargo, todos los materiales arqueológicos proceden de actuaciones incontroladas. Tiene las características comunes de otras cuevas-santuario de esta época: posición elevada con un amplio dominio visual, situación junto a un camino de montaña que comunica dos vertientes de una sierra y aparición de materiales de uso ritual.
La Masía de Fernoveta está entre el cerro de San Miguel y el Alt de Santa María, en lo alto de un collado. Era una explotación rural del entorno inmediato, tenía próximos terrenos de uso agrícola, recursos hídricos y un lugar de enterramiento. Aquí se han encontrado vasos de almacenaje, tinajas y tinajillas de labios moldurados, platos o páteras con decoración de círculos y círculos concéntricos, material informe de decoración geométrica, cerámica de cocina representada por fragmentos de ollas de borde saliente engrosado. Asimismo, se han hallado dos fragmentos de cerámica ática de barniz negro (lógicamente de importación). Esto unido a varios fragmentos de pasta vítrea hacen pensar en una necrópolis ibérica en la zona.
El yacimiento del Camino Viejo de Onil se sitúa dentro del núcleo urbano de Ibi, al pie de San Miguel, en la vertiente sur, en el eje tradicional de comunicación entre Ibi y Onil. Los restos son escasos y muchos han desaparecido a raíz de las intervenciones urbanísticas a partir de 1980.
L'Horta del Pont Sud se sitúa en un área abancalada entre las bocas del Barranc dels Molins y de les Raboses. Es un lugar pródigo en tierras fértiles y agua, lo cual propicia el asentamiento humano. Restos materiales: tinajas y tinajillas, labios moldurados con decoración a bandas anchas horizontales en rojo vinoso y varias asas geminadas, dos fragmentos de ánfora ibérica, páteras o platos de bordes exvasados en ala recta, también de bordes vueltos al interior. La decoración es geométrica. La cerámica de cocina se halla representada por ollas de saliente engrosado.
El yacimiento Camino de la Ermita de San Miguel se encuentra al pie del cerro de la construcción homónima, en su vertiente oriental. Fue descubierto en 2004, con motivo de las obras para la realización de la rotonda emplazada en la unidad de ejecución R-2. La actuación arqueológica fue realizada entre el 19 de enero y el 16 de febrero de 2005 bajo la dirección técnica de J. Lajara Martínez. Los materiales encontrados fueron depositados en el Museo Arqueológico Municipal Camil Visedo Moltó de Alcoy. El material arqueológico hallado no es abundante, y además está bastante fragmentado, sin embargo, es interesante, teniendo en cuenta que es uno de los pocos yacimientos de época iberorromana excavados en las comarcas centrales de la provincia de Alicante.
Hallazgos: vasos de transporte y almacenaje (ánforas ibéricas, de bocas planas con el labio poco destacado, tinajas y tinajillas de bordes exvasados y labios moldurados, platos de paredes curvas y bordes vueltos al interior). La cerámica de cocina representada a través de la olla B. 1. 1 de Bonet-Mata. El color de los elementos decorados es de nuevo de tono vinoso y los motivos representados son de tipo geométrico. No se aprecian decoraciones de tipo vegetal ni figurada. Es difícil concretar la cronología dado lo recurrente del estilo geométrico. Pese a todo se puede comparar el material encontrado con el repertorio decorativo que viene dándose en los yacimientos de los siglos III a. C. y I a. C. en las comarcas de centrales de la provincia de Alicante.

#### Época romana
Recientemente se ha descubierto un pequeño asentamiento romano dedicado a la explotación agrícola y ganadera, datado entre los siglos I a. C. y I d. C..

### Edad Media
En los tiempos de la Reconquista, sería una o varias pequeñas alquerías. Merced a los pactos contraídos con el rey Jaime I de Aragón, Zayd Abu Zayd, antiguo rey almohade de Valencia y aliado del monarca aragonés, toma posesión de este territorio, el cual es cedido a su yerno Eiximén Pérez d'Arenós. Por medio de un canje pasarían a poder del rey. Durante el siglo XIV perteneció a los señores feudales de Cocentaina, Planes y otros, incluso a los mismos monarcas nuevamente, siendo el último de sus propietarios Mosén Francisco Pertussa, quien lo vendió a la vecina localidad de Jijona.

### Edad Moderna
En el año 1578 es declarada Universidad por Felipe II y, unos años más tarde, en 1629, obtiene la emancipación definitiva al concedérsele la condición de Villa Real.
En el transcurso de la guerra de sucesión española, los pueblos de la Hoya de Castalla, manifestaron su fidelidad al futuro rey Felipe V de España, lo que le valió a Ibi los títulos de Noble, Fiel y Leal. Además se le da el privilegio para que pueda añadir al escudo alguna señal de fidelidad; se colocó el perro.

### Edad Contemporánea
Hasta el siglo XIX la principal fuente de ingresos había sido la agricultura de secano, a la que se unió la industria artesanal como la heladería y el comercio de la nieve. Fue durante esta época cuando se construyeron la mayor parte de los pozos de nieve, que hoy día perduran en las sierras aledañas a la localidad. Se trata de depósitos circulares construidos en la ladera de una montaña, sobre la cual se construía un muro de mampostería y el cual poseía una cubierta denominadas de falsa cúpula mediante hileras de piedras. Las puertas de estas construcciones solían ser de piedra de sillería, y tenían una barra de hierro o madera para colgar la carrucha. De esta última actividad derivaría la industria heladera que tuvo un rápido crecimiento, por toda la geografía nacional y gran parte del extranjero, a partir de finales del siglo XIX.
A partir de los años 40 y 50 Ibi comenzó a experimentar un gran crecimiento económico gracias a la expansión y auge del sector juguetero. Grandes fábricas como Payá Hermanos o Rico contaban con plantillas de centenares de trabajadores que aceleraron el crecimiento de la localidad. Durante estas décadas el sector juguetero de Ibi, y de la Hoya de Castalla, gozaron de una gran actividad y el número de empresas jugueteras se multiplicó. Sin embargo, a partir de 1975 el sector comenzó a verse afectado por la apertura de España al exterior y la fuerte competitividad de otros mercados. De este modo, Payá y Rico cerraron sus puertas en el año 1984.
Tras este período de crisis, Ibi comenzó a abrirse hacia otros sectores, como la siderurgia, el tratamiento de plásticos y metales, envasado e industria auxiliar, entre otros.

## Geografía humana

### Demografía
Cuenta con una población de 24 210 habitantes (INE 2024).
| Gráfica de evolución demográfica de Ibi entre 1842 y 2021                                                             |
| |
| Población de derecho según los censos de población del INE. Población de hecho según los censos de población del INE. |

En la tabla se pueden apreciar las variaciones demográficas de Ibi hasta la fecha. Hasta la década de los 60, Ibi fue una villa fundamentalmente agrícola, de ahí que la población creciese muy lentamente o incluso decreciese en determinadas épocas como en 1940. Es a partir de la década de los 60, y especialmente de los 70 cuando la población de Ibi comienza a crecer, llegando a triplicar su tamaño en apenas 20 años (1960-1981). Esta época coincide con una gran expansión económica que experimenta la industria del municipio, sobre todo el sector del juguete. A partir de los años 90, coincidiendo con la crisis del sector y el cierre de muchas de sus fábricas, se observa como la población de Ibi crece de forma muy paulatina, hasta alcanzar el máximo histórico de 24 113 habitantes en el año 2009, en plena crisis económica. Las consecuencias de dicha crisis comienzan a observarse a partir del año 2010, cuando la población de Ibi comienza a decrecer lentamente, mayormente debido al envejecimiento de la población y la escasa inmigración recibida durante estos años. Tras unos años de decrecimiento demográfico, la población ha comenzado a recuperarse poco a poco en la década de los 2020 hasta alcanzar un nuevo máximo histórico de 24 210 habitantes en el año 2024.
| Evolución demográfica de Ibi | Evolución demográfica de Ibi | Evolución demográfica de Ibi | Evolución demográfica de Ibi | Evolución demográfica de Ibi | Evolución demográfica de Ibi | Evolución demográfica de Ibi | Evolución demográfica de Ibi | Evolución demográfica de Ibi | Evolución demográfica de Ibi | Evolución demográfica de Ibi | Evolución demográfica de Ibi | Evolución demográfica de Ibi | Evolución demográfica de Ibi | Evolución demográfica de Ibi | Evolución demográfica de Ibi | Evolución demográfica de Ibi |
|                              | 1857                         | 1887                         | 1900                         | 1910                         | 1920                         | 1930                         | 1940                         | 1950                         | 1960                         | 1970                         | 1981                         | 1991                         | 2001                         | 2011                         | 2021                         | 2024                         |
| ---------------------------- | ---------------------------- | ---------------------------- | ---------------------------- | ---------------------------- | ---------------------------- | ---------------------------- | ---------------------------- | ---------------------------- | ---------------------------- | ---------------------------- | ---------------------------- | ---------------------------- | ---------------------------- | ---------------------------- | ---------------------------- | ---------------------------- |
| Población                    | 3004                         | 3601                         | 3653                         | 3549                         | 3533                         | 4104                         | 3929                         | 4081                         | 6129                         | 13 916                       | 19 846                       | 20 452                       | 21 798                       | 23 569                       | 23 692                       | 24 210                       |

## Organización territorial
El casco urbano del municipio está dividido territorialmente en 21 barrios de carácter mayoritariamente residencial y comercial y 6 polígonos industriales. 
Los barrios del casco urbano son los siguientes:
| Sagrada Familia  | El Rocío      | San Isidro        |
| Ciudad Deportiva | San Jaime     | La Dulzura        |
| El Altet         | Puente Picó   | Campos            |
| Mirasol          | Santa Lucía   | Centro            |
| Costeretes       | Casco Antiguo | Les Hortes        |
| Reyes Magos      | San Miguel    | Huerta del Carmen |
| Nueva York       | El Pilar      | El Alamí          |

Por su parte, los polígonos industriales existentes son los siguientes. En el mapa de la derecha se pueden observar las futuras ampliaciones de suelo industrial.
| Alfaç    | Alfaç II   | Alfaç III       |
| Casa Pau | Derramador | Retiro-Casanova |

## Economía
Ibi es un municipio de marcado carácter industrial, en el que las empresas se reciclan continuamente para adaptarse a los nuevos mercados. Las primeras industrias, como la del hielo, surgieron durante el siglo XIX. No obstante, Ibi es más conocida como la cuna del juguete, que en los años 70 y 80 ocupaban a casi toda la población activa y fue el principal detonante de su explosión demográfica. Actualmente, Ibi es una de las localidades más industrializadas de la provincia, pero las empresas del sector juguetero han sido reemplazadas paulatinamente por fábricas de tratamiento de metales y plástico.

#### Agricultura
Al igual que en otros muchos municipios mediterráneos de interior, la agricultura en Ibi es sobre todo de secano. Tradicionalmente, los cultivos alrededor del municipio se han centrado en almendros y olivos. Las explotaciones agrarias predominantes se caracterizan por ser de pequeño o medio tamaño, con escasa productividad y mayormente destinadas al consumo propio. Debido a la orografía accidentada y de carácter montañoso, la mayor parte de los terrenos agrícolas se encuentran en forma de bancales. En las sierras colindantes al municipio es habitual encontrar vestigios de estos bancales, actualmente abandonados, que solían pertenecer a los terrenos de las tradicionales masías.

#### Industria
La industria del hielo fue la primera en desarrollarse en Ibi. Comenzó a crecer durante el siglo XIX gracias a las frecuentes nevadas que ocurrían en las sierras colindantes. Durante esta época se construyeron la mayor parte de neveros donde se acumulaba la nieve que, posteriormente, era trasladada en tartanas hasta Alicante para su uso en la incipiente industria heladera. Uno de los legados más conocidos de esta industria es la marca española de helados La Ibense Bornay, que fue fundada en Sanlúcar de Barrameda por el ibense Carlos Bornay en 1892.
El sector juguetero se desarrolló a partir de los años 50 y tuvo una gran relevancia a nivel nacional junto a los demás municipios de la Hoya de Castalla. Desde los años 60 y hasta mediados de los 90, esta industria fue la principal empleadora de la mayor parte de los ciudadanos del municipio. No obstante, debido a la apertura de España al exterior y la irrupción en el mercado de países más competitivos y con menores costes de producción, la industria juguetera comenzó un lento pero inevitable declive que se vio agravado durante la Crisis económica española (2008-2014) que supuso el cierre de muchas de estas empresas. Entre las empresas más conocidas fundadas en Ibi destacan Juguetes Rico y Juguetes Payá, cuyo legado se puede observar hoy en día tanto en el Museo Valenciano del Juguete, situado en la antigua Payá y el Museo del Videojuego Arcade Vintage, en la antigua fábrica Rico.
A partir de finales de los 90, la industria comenzó a diversificarse hacia otros sectores como el transporte, la siderurgia, la industria auxiliar del automóvil y, sobre todo, el tratamiento de plásticos y la importación. Actualmente la industria de Ibi se concentra en sus polígonos industriales, siendo el de mayor extensión L'Alfaç III. En total, el municipio cuenta con más de 2.5 millones de metros cuadrados destinados a uso industrial y más de 550 empresas, que dan trabajo a más de 6000 personas. Debido a la alta demanda de suelo industrial, está prevista una nueva ampliación del polígono industrial (conocida como NPI-5) con 3 nuevas expansiones que añadirán aproximadamente 1 millón de metros cuadrados adicionales.
Entre las empresas de Ibi destacan, entre otras, las de tratamiento de materiales como ITC Packaging, Smurfit Kappa, Clarios Plastics, Flinsa, Bornay, Acteco o Inden; importadoras como ColorBaby, Unimasa o Juinsa y jugueteras como INJUSA, Juguetes Picó o Juguetes Moltó.

#### Sector servicios
El comercio en Ibi se centra sobre todo en los ejes comerciales de la ciudad: la avenida de la Paz, la calle Constitución y la avenida Juan Carlos I. Debido a su cercanía y buenas comunicaciones con Alcoy y Alicante, núcleos comerciales de la provincia, en Ibi no existen grandes superficies, centros comerciales ni multicines. La mayor parte de establecimientos son pequeños comercios, aunque también existen algunos de mayor tamaño como los supermercados de Mercadona, Lidl, Aldi y Consum.
Ibi comparte, junto con Valencia, la sede del Instituto Tecnológico de Producto Infantil y Ocio (AIJU). En sus instalaciones de más de 6000 metros cuadrados se pueden encontrar laboratorios, centros de innovación y aulas de formación, con el objetivo de optimizar el proceso de creación y desarrollo de productos para la infancia desde la idea hasta su llegada al mercado.
Tradicionalmente, el turismo en Ibi se ha centrado en el turismo de interior y de naturaleza. Debido a su localización dentro de la cordillera Prebética, existen diversos parajes naturales y montañas con el típico bosque mediterráneo propicios para el senderismo y deportes de montaña. Asimismo, desde el Ayuntamiento de la localidad se han realizado esfuerzos durante los últimos años para impulsar el turismo familiar, con la creación de diversas rutas de senderismo por los alrededores del municipio, la construcción de parques y jardines temáticos, una oficina de turismo y la apertura de varios museos.

## Símbolos
Se pueden destacar dos elementos simbólicos muy importantes en la villa de Ibi, como son el escudo y la bandera. En ambos elementos cabe resaltar la aparición de las dos torres, antiguos castillos ya desaparecidos.

#### Escudo
El escudo heráldico municipal queda organizado de la siguiente forma:
"Escudo de forma española. Partido y cortado, en primero y segundo cuartel de plata, una torre de gules ajurada de plata; tercer cuartel, en campo de oro, un perro rampante de sable. En el centro del jefe, escusón en losange con cuatro palos de gules en campo de oro. A derecha e izquierda de la punta, fuera del escudo dos L mayúsculas, de oro. Bajo el escudo y fuera de él, una banda o fimbria de plata, con la leyenda Ibi Regii Patrimonii, en gules. Timbrado de la corona real de España, cerrada, con ocho diademás de las que son visibles cinco"
Publicado en el DOGV 29-05-1987, págs. 2624,2625. Se trata de las armas tradicionales de la villa, a las cuales se le añadió el perro en el siglo XVIII, en recuerdo de su lealtad al bando borbónico en la guerra de Sucesión; también hacen referencia a su condición leal, las dos L de los lados. En el escudo, las dos torres recuerdan los dos castillos que se construyeron durante la dominación árabe, el "Vell" en el Barranco de los Molinos; y el "Vermell", en el cerro de Santa Lucía. El rombo con las barras amarillas y rojas simbolizan su condición de villa Real, reflejada también en la leyenda escrita en latín en la parte inferior del escudo: "IBI REGII PATRIMONII"

#### Bandera
Con estos colores se reconoce la bandera de Ibi, según la resolución dictada por la Conselleria de Justicia el 28 de enero de 2003:
Tras el dictamen del Consejo Técnico de Heráldica y acorde con las normas autonómicas reguladoras de los símbolos, tratamientos y honores de las entidades locales de la Comunidad Valenciana, la bandera adoptada por el ayuntamiento de Ibi quedará organizada del siguiente modo: “Bandera de proporciones 2:3. Terciada al asta. Al asta, de oro o amarillo, una torre roja abierta y mazonada de sable. Al batiente, de plata o gris perla, otra torre del mismo color, también abierta y mazonada de sable. Entre los campos, centrado, un cuadrado apoyado sobre una punta con las armas reales de Aragón”.

### Himno
El himno de Ibi fue compuesto por Benedicto Ripoll Martínez y escrito por Armando Santacreu Sirvent en 1982. La música tiene una introducción inspirada en dos temas populares: "Las Carreras" y "Las Catalinetas", que da paso a las primeras estrofas que cantan en el pueblo. Seguidamente, hay una estrofa interpretada sólo por los hórreos, que recuerda "Las Danzas", y cantan al trabajo.
Después, suenan unas intervenciones de metales que evocan el Himno a la Virgen, para volver a exponer la música de la primera parte, que llora la bandera y la tradición.
El himno dice así:
Alcem els cors per Ibi nostre poble,
volguda terra, espill de la regió,
bressol d’enginys i d’hòmens generosos,
que fan possible un món ple d’il·lusió.

Brindem honors a Ibi, nostre poble,
solar insigne del bon treballador,
història viva lligada a la d’Espanya,
que al pas dels segles esclata en germanor.

Clamors de torns, de lluites i quefers,
són cants de pau que naixen dels tallers,
fervor fidel per Ibi sempre encés,
per a seguir la senda del progrés.

Cantem llaors per Ibi nostre poble,
i les ermites, volgut i honrat blasó,
castells gloriosos brodats a la bandera,
que en esta vila són crit de tradició.

Visca
Visca nostre Ibi,
escrit en lletres d’or.

Visca
Visca nostre poble,
per sempre en nostre cor.

## Política
Después de las elecciones municipales del 28 de mayo de 2023, el Partido Popular perdió la alcaldía al perder 2 concejales aun siendo el partido más votado del municipio. De este modo, los partidos de derecha sumarían un total de 10 concejales (9 de PP y 1 de Vox) y los de izquierda 11 concejales (7 de PSOE y 4 de Som Ibi-Compromís). Por su parte, Ciudadanos perdió su representación en el ayuntamiento al no alcanzar los votos necesarios para obtener un concejal. El 21 de junio de 2023 se conformó un nuevo gobierno de coalición de PSOE y Som Ibi-Compromís. La organización del nuevo gobierno municipal acordada por ambos partidos es la siguiente:
- Sergio Carrasco Martínez: Alcalde y responsable de Industria, Ocupación y Seguridad Ciudadana.
- Aitana Gandía Vidal: Vicealcaldesa y concejal de Turismo, Régimen Interior, Patrimonio y Tradiciones y Fiestas Mayores.
- Nuria Pina Huertas: Concejal de Urbanismo y Actividades.
- Agnès Guillem Bernabeu: Concejal de Participación Ciudadana y Cementerio.
- David Rojas Martínez: Edil de Hacienda y Contratación.
- Elio Verdú Jiménez: Edil de Servicios Públicos, Juventud y Diversidad.
- Montserrat Agulló Ferrándiz: Edil de Servicios Sociales, Igualdad y Mayores.
- Lara Ayala Cantos: Concejal de Cultura, Bienestar Animal y Comunicación y Protocolo.
- Blanca Navarro Barrachina: Concejal de Medio Ambiente y Transparencia.
- Ramón Cintas Palazón: Edil de Deportes.
- Paula Peidró Bernabeu: Concejal de Educación y Comercio.

|                                               |         |                           |       |         |            |            |
| Elecciones municipales del 28 de mayo de 2023 |         |                           |       |         |            |            |
| Partido                                       | Partido | Candidato                 | Votos | Votos   | Concejales | Concejales |
| Partido Popular                               |         | Rafael Serralta Vilaplana | 4 572 | 37,74 % | 9          | 2          |
| PSOE                                          |         | Sergio Carrasco Martínez  | 3 202 | 26,43 % | 7          | 0          |
| Som Ibi-Compromís                             |         | Aitana Gandía Vidal       | 2 126 | 17,55 % | 4          | 4          |
| Vox                                           |         | Lourdes Masegosa Navarro  | 662   | 5,46 %  | 1          | 1          |
| Ciudadanos                                    |         | Gema Santoyo Molina       | 529   | 4,36 %  | 0          | 2          |
| Fuente: Ministerio del Interior (España).     |         |                           |       |         |            |            |

#### Lista de alcaldes de Ibi anteriores a 1979[20]
| Periodo                      | Nombre                       | Periodo histórico         |
| ---------------------------- | ---------------------------- | ------------------------- |
| 1901                         | Ramón Pérez de Sarrio y Rico | Restauración Borbónica    |
| 1901-1906                    | Manuel Soler Pérez           | Restauración Borbónica    |
| 1906-1910                    | Ramón Pérez de Sarrio y Rico | Restauración Borbónica    |
| 1910-1914                    | José Castello Gisbert        | Restauración Borbónica    |
| 1914-1918                    | Pascual Pérez Vidal          | Restauración Borbónica    |
| 1918-1922                    | Francisco Gisbert Richart    | Restauración Borbónica    |
| 1922-1923                    | Pascual Paya Lloret          | Restauración Borbónica    |
| 1923 (seis meses)            | Francisco Pérez Sirera       | Restauración Borbónica    |
| 1923 (siete días)            | Pascual Paya Lloret          | Restauración Borbónica    |
| 1923-1924                    | José Sanjuan Vicedo          | Dictadura Primo de Rivera |
| 1924-1925                    | Francisco Miguel Pina Pérez  | Dictadura Primo de Rivera |
| 1925-1930                    | José Castello Gisbert        | Dictadura Primo de Rivera |
| 1930-1931                    | Manuel Guillem Ruiz          | Restauración Borbónica    |
| 1931 (mes y medio)           | Isidro Albert Brotons        | Segunda República         |
| 1931-1934                    | Eduardo Torro García         | Segunda República         |
| 1934-1936                    | Francisco Peydro Paya        | Segunda República         |
| 1936 (ocho meses)            | Miguel Pico Guillem          | Guerra civil española     |
| 1936-1938                    | Ramon Verdu Morant           | Guerra civil española     |
| 1938 (catorce días)          | Pascual Molina Candela       | Guerra civil española     |
| 1938 (algo más de medio año) | Antonio Picé Gisbert         | Guerra civil española     |
| 1938 (un mes)                | Carlos Valls Beltra          | Guerra civil española     |
| 1938 (un mes)                | Alfonso Flor Catalan         | Guerra civil española     |
| 1939 (tres meses)            | Carlos Valls Beltra          | Guerra civil española     |
| 1939 (catorce días)          | Salvador Pascual Garcia      | Guerra civil española     |
| 1939-1940                    | Arturo Pico Valls            | Dictadura Franquista      |
| 1940-1941                    | Bernardo Coloma Garcia       | Dictadura Franquista      |
| 1955-1961                    | Raimundo Paya Rico           | Dictadura Franquista      |
| 1961-1969                    | Francisco Guillem Gomez      | Dictadura Franquista      |
| 1969-1976                    | Angel Brotons Martinez       | Dictadura Franquista      |

| Periodo   | Nombre                                                                 | Partido   |
| --------- | ---------------------------------------------------------------------- | --------- |
| 1979-1983 | Salvador Miró Sanjuán                                                  | UCD       |
| 1983-1987 | Vicente Luis García Pascual                                            | PSPV-PSOE |
| 1987-1991 | Vicente Luis García Pascual                                            | PSPV-PSOE |
| 1991-1995 | Vicente Luis García Pascual                                            | PSPV-PSOE |
| 1995-1999 | Vicente Luis García Pascual                                            | PSPV-PSOE |
| 1999-2003 | Vicente Luis García Pascual                                            | PSPV-PSOE |
| 2003-2007 | María Teresa Parra Almiñana                                            | PP        |
| 2007-2011 | María Teresa Parra Almiñana                                            | PP        |
| 2011-2015 | • María Teresa Parra Almiñana (hasta 2013) • Rafael Serralta Vilaplana | PP        |
| 2015-2019 | Rafael Serralta Vilaplana                                              | PP        |
| 2019-2023 | Rafael Serralta Vilaplana                                              | PP        |
| 2023-act. | Sergio Carrasco Martínez                                               | PSPV-PSOE |

## Servicios municipales

### Sanidad
El municipio de Ibi cuenta con dos centros de salud de atención primaria y especialidades. Los pacientes que requieren de atención hospitalaria son derivados al Hospital Virgen de los Lirios de Alcoy o al Hospital General Universitario de Alicante.
- Centro de Salud de Ibi Sagrario Moreno: Medicina general; Pediatría; Enfermería y Vacunación.
- Centro Sanitario Integrado Ibi II Dr. Antonio Anguiz: Cirugía menor ambulatoria; Dermatología; Enfermería; Enfermería obstétrico-ginecológica; Medicina general; Medicina interna; Oftalmología; Otorrinolaringología; Pediatría; Psicología clínica; Psiquiatría; Radiodiagnóstico; Rehabilitación; Urgencias y Vacunación.

### Protección a la ciudadanía
Ibi cuenta con una Jefatura de la Policía Local, un Puesto General de la Guardia Civil y un parque auxiliar de bomberos correspondiente al área norte del Consorcio Provincial de Prevención y Extinción de Incendios de Alicante.

### Juzgados
Ibi es cabecera del partido judicial de Ibi n.º 12 que presta servicio al resto de municipios de la Hoya de Castalla. Cuenta con dos Juzgados de Primera Instancia e Instrucción dentro del municipio.

### Educación

##### Centros públicos de enseñanza infantil y primaria
- CEIP Teixereta
- CEIP Nou Derramador
- CEIP Poeta Pascual Pla y Beltrán
- CEIP Cervantes
- CEIP Mare Felicidad Bernabéu

#### Centros públicos de enseñanza secundaria, bachillerato y formación profesional
- IES Fray Ignacio Barrachina

- IES La Foia
- IES Nou Derramador

#### Centros concertados de enseñanza infantil, primaria y secundaria
- Colegio San Juan y San Pablo
- Colegio de los Salesianos en Ibi

#### Centros públicos de educación especial
- CPEE José Sanchis Banús

### Servicios sociales
- Centro de día de personas mayores dependientes: El centro, inaugurado en junio de 2012, cuenta con 30 plazas para mayores dependientes en un edificio de una sola planta, cocina propia, comedor, sala de rehabilitación, consulta médica y sala de entretenimiento.[21]

### Transporte público
Ibi cuenta con una línea de autobús urbano con 22 paradas repartidas por la localidad. 

## Cultura y ocio

### Museos
- Museo Valenciano del Juguete: El Museo Valenciano del Juguete fue fundado en 1990 en su anterior ubicación, la Casa Gran y actualmente se encuentra ubicado en la antigua fábrica Payá Hermanos. Se trata de un centro de relevancia nacional para la conservación, la investigación y la difusión del patrimonio juguetero. En 2013 fue trasladado a la fábrica Payá Hermanos, su actual sede. Consta de una sala permanente con una colección de más de 450 juguetes y una sala para exposiciones temporales.[22]

- Museo del Videojuego Arcade Vintage: Este museo está situado en la antigua fábrica Rico y fue inaugurado en 2019. Cuenta con una exposición permanente interactiva de 900m2 de más de 300 máquinas arcade, pinballs, retroinformática, videoconsolas y videojuegos. Además cuenta con una sala para exposiciones temporales, talleres y charlas de divulgación y un extenso programa de adquisición, preservación y restauración de máquinas arcade.[23]

- Museo de la Biodiversidad: Inaugurado en 2007, este museo de historia natural cuenta con cuatro exposiciones permanentes y capacidad para albergar distintas exposiciones temporales. Está ubicado al lado del Museo del Juguete, en una parte de la fábrica de Payá Hermanos.[24]

- Museo de la Fiesta: Actualmente situado en la Casa Gran, en pleno casco antiguo. Cuenta con dos plantas en las que se han ubicado todos aquellos elementos de naturaleza festera como trajes, banderas, armas, documentos, fotografías, etc. que han formado parte de la historia de la Fiesta de Moros y Cristianos de Ibi.[25]

### Teatros
- Teatro Río: El Teatro Río fue inaugurado en marzo de 2011 tras una gran remodelación y ampliación de las instalaciones. Se trata de un popular punto de encuentro cultural que ofrece una gran variada oferta de ocio en la localidad. Con una capacidad aproximada para 800 espectadores, este teatro está dotado con equipo de última generación. Es el lugar habitualmente elegido para algunos de los eventos relacionados con las fiestas municipales, conciertos musicales y obras teatrales.[26]

### Otros centros culturales
- Centro Cultural Salvador Miró: Situado en la parte suroeste del casco urbano, delante del parque Derramador y adyacente al Juzgado. Su nombre hasta el año 2015 fue Centro Cultural Villa de Ibi, año en el que su nombre oficial cambió en honor al primer alcalde de la democracia en Ibi. Es más conocido popularmente con el sobrenombre de "Casa de la Cultura" entre los habitantes del municipio. En el edificio se ubica la Biblioteca Municipal de Ibi, la Escuela Municipal de Pintura y Dibujo, y cuenta con un teatro y una sala de exposiciones.[27]
- Centro Social Polivalente: Edificio propiedad del Ayuntamiento destinado a actividades varias de distintas asociaciones del municipio. Cuenta con un pequeño teatro y diversas salas de uso compartido.[28]

### Gastronomía
Entre los platos típicos de Ibi destacan las tradicionales cocas, que pueden ser de aceite (coca d'oli) y de harina (coca de farina) o con ingredientes como el tomate y el atún. También es típica la pericana, la olleta, el arroz caldoso con conejo, la borreta, los garbanzos con espinacas (calaveretes en bufanda), el giraboix y el gazpacho ibense. En cuanto a postres, además del popular helado tradicional famoso en la localidad, destacan la saginosa, las monas de Pascua, los buñuelos, la coca de flare, los pastelitos de boniato y la coca de almendra.

## Patrimonio y lugares de interés

### Lugares de interés
- Iglesia Parroquial de la Transfiguración: Edificio de interés arquitectónico. Su construcción data de principios del siglo XII, destacan las torres ubicadas en los laterales, y la cúpula situada sobre el crucero, cubierta con teja azul. En su interior, alberga frescos del artista Joaquín Oliet, así como las tallas de El Salvador y la Virgen de los Desamparados.

- Casa Gran (Casa grande): El edificio llamado “Casa Gran” es la actual sede del Museo de la Fiesta que, anteriormente, sirvió de sede del Museo Valenciano del Juguete antes de trasladarse a su ubicación actual. Se trata de una vivienda de carácter señorial del siglo XVIII, de planta rectangular y ubicado en uno de los laterales de la plaza de la iglesia. En la planta baja se exhiben distintas obras de arte como los cuadros de la Escuela de Rivera o la cerámica valenciana del siglo XVI.[30]

- Hotel del Juguete: Un hotel temático ubicado en el casco antiguo de Ibi. Las habitaciones de los huéspedes están decoradas con temática relacionada con algunos de los juguetes más populares de las últimas décadas como Lego, Playmobil, Nancy, Barbie o Nenuco.[31]

- Casa de los Reyes Magos: Ubicado en el Parc de les Hortes, este edificio está destinado a los Tres Reyes Magos de Oriente. Comenzó a construirse en 2007 y ha sufrido diversos problemas presupuestarios hasta la fecha, por lo que todavía no tiene una fecha de apertura oficial. Según la página del Ayuntamiento de Ibi,[32] el edificio principal incluirá un planetario y también contará un Centro de Pruebas adscrito en la antigua fábrica Rico, donde los niños visitantes podrán probar los juguetes.

- Ermita de San Vicente: ermita ubicada en el casco urbano en la plaza que lleva su nombre. Sus orígenes la sitúan entre 1572 y 1642. Actualmente es un espacio dedicado a la realización de exposiciones por su idónea ubicación y despejada planta. No se utiliza para celebrar actos religiosos. Tan solo se celebra misa el día de San Vicente Ferrer. En su altar se puede observar un retablo del siglo XVII, procedente de un enclave de la Ruta de Santiago, en el que aparece como figura central la imagen del preciado valenciano San Vicente Ferrer.

- Ermita de Santa Lucía: La ermita fue construida sobre las ruinas de un castillo árabe conocido como el «Castell Vermell” (siglo X) en un cerro adyacente al casco antiguo del municipio. En el mes de diciembre se celebra la festividad de Santa Lucía, y con motivo de Les Festes d’Hivern, se realiza el tradicional “Bateig de Santa Llúcia” (Bautizo de Santa Lucía), lanzando frutos secos y golosinas para todos los niños procedido por un pasacalles dando comienzo a estas fiestas tan importantes para el pueblo de Ibi.

- Ermita de San Miguel: ermita que data del siglo XVIII y que se encuentra situada en el cerro de San Miguel, con unas vistas privilegiadas de toda la villa juguetera y de todo el valle. Es un lugar de romería, que se celebra el domingo anterior a la festividad de San Miguel (29 de septiembre), durante ese fin de semana se puede visitar el interior de la ermita y disfrutar de un programa completo de actividades.

### Monumentos
- Monumento a los Reyes Magos: En la plaza a la que da nombre se encuentra el único monumento a la figura de los tres Reyes Magos de Oriente en España y, hasta 1986, único en el mundo. Fue inaugurado el día 5 de enero de 1975 y es obra en piedra de Aurelio López Azaustre. El monumento y la plaza fueron objeto de una remodelación integral en 2007.

- La Tartana: Se trata de una representación del tradicional carro tirado por un caballo utilizado por los heladeros a principios del siglo XX. Fue uno de los primeros juguetes que se fabricó en Ibi, de manos del maestro hojalatero Rafael Payá, que más tarde fundaría Payá Hermanos. El máximo galardón que concede la Villa de Ibi hoy es la Tartana.

- Monumento al Fester (al festero): El monumento representa la imagen de la Virgen, a sus pies, bajo su manto, un festero moro y otro cristiano. Es obra del escultor Vicente Ferrero. Fue el primer monumento que se dedicó a la Fiesta de Moros y Cristianos y a su patrona de todos los municipios que celebran este tipo de festejos.

- Monumento dels Geladors (heladores): Monumento en homenaje a los "heladeros ibenses", enclavado en el parque "dels Geladors", que representa los avatares y trasiegos de una familia de heladeros, modelo de tantas otras que fueron trashumando por la geografía española y también del extranjero, como precursores de esta importante industria actual. Es obra del artista gallego Magin Picallo. El monumento está esculpido en granito negro de gran calidad y grano fino, el cual se extrajo de las mejores canteras de Moraña (Pontevedra), ya que el mismo reúne importantes características como son: color negro grisáceo, dureza suficiente para perdurar en el tiempo y grano apropiado para lograr las distintas técnicas y calidades que la obra requiere. Las medidas son de un largo de 3,15 metros, un ancho de 1,60 metros, de alto sobre 3,50 metros, quedando las figuras un poco mayores que de tamaño natural.  En la escultura aparecen cinco figuras que representan a su vez, la despedida simbolizada con un abrazo, que tanto caracteriza a los heladeros en Ibi, y diferentes figuras efectuando las correspondientes tareas del helador de finales del siglo XIX. El grupo se culmina con la figura originaria del heladero ambulante y voceador de la misma época presentando los dos utensilios originales, la heladora manual que servía para hacer y transportar el líquido granizado y ajofaina donde transportaban los vasos y el agua con que se lavaban.

- Monumento al Centenario del Juguete: ubicado en la plaza del Centenario, en el centro de la ciudad. Representa los actos realizados en 2006 para festejar el centenario de la creación del primer juguete en Ibi.

### Parajes naturales
- Barranco de los Molinos: Paraje natural de gran valor medioambiental ubicado en la sierra del Teixereta. Se trata de un barranco originado por la erosión del río Les Caixes. En él todavía se pueden encontrar algunos molinos harineros y para la elaboración de papel. Posee una zona recreativa y de escalada.

## Fiestas y tradiciones locales

### Fiestas de origen histórico

#### Fiestas de Moros y Cristianos
Declaradas de Interés Turístico Provincial. Se celebran 9 días después del primer miércoles del mes de septiembre y siempre es en viernes. Son consideradas las fiestas más importantes de la localidad.
El origen de estas fiestas se remonta al año 1797, año en el que el municipio de Ibi solicitó permiso real al rey Carlos IV de España para poder disparar armas de fuego con motivos conmemorativos por las calles del pueblo. Las primeras fiestas tal y como se conocen hoy en día empezaron a tomar forma en los años veinte.
Están compuestas por dos bandos, el moro y el cristiano, liderados por la figura de un capitán. Cada bando tiene siete comparsas, lideradas por una abanderada. Estas comparsas son:
- Cristianas: Almogávares, Cides, Contrabandistas, Guerreros, Maseros, Mozárabes, Templarios

- Moras: Almorávides, Argelianos, Beduinos, Chumberos, Mudéjares, Piratas, Tuareg

Cada año, una comparsa posee la capitanía de su respectivo bando. La comparsa que tiene la capitanía es la primera en desfilar en el evento conocido como "entrada", mientras que la del año anterior desfila la última. El desfile cristiano se realiza durante la mañana del viernes y el moro durante la tarde. Ambos incluyen las típicas escuadras, lideradas por cabos, carrozas, espectáculos y bandas de música. 
Las fiestas continúan el sábado siguiente con un desfile infantil y la "embajada mora", en la que el bando moro se apodera simbólicamente del castillo de la villa. Durante el domingo, se lleva a cabo la representación del "moro traidor", gracias al cual el bando cristiano logra recuperar el castillo. A continuación, las personas de todas las comparsas que así lo deseen, proceden a dar la tradicional "vuelta al castillo", una forma de manifestar su participación en las fiestas del año siguiente.
Una particularidad de las fiestas de moros y cristianos de Ibi es el llamado Día de l'Avís (del aviso). Este día se celebra el sábado anterior al segundo domingo de mayo y consiste en un desfile previo a las fiestas de septiembre.

#### Fiesta de los Heladeros
Es un homenaje al gremio de los heladeros de Ibi, conocida por su marcada tradición de helado artesano y que da inicio a la campaña del helado. Es una fiesta organizada en el mes de febrero por los heladeros ibenses para celebrar con todo el pueblo el comienzo inminente de la temporada del helado el próximo mes de marzo. Durante este día se reparten helados a la población para su degustación y se organizan actividades familiares. La fiesta termina con una misa y ofrenda a la Virgen de los Desamparados dedicada a los heladeros del municipio.

### Fiestas de origen religioso

#### Romería de San Pascual
La romería de San Pascual se celebra el sábado posterior al 17 de mayo (día de San Pascual) y consiste en la subida a la ermita dedicada a este santo en romería, con juegos, paellas y charangas. Tiene su origen en 1661, cuando los campesinos de Ibi oraban al santo para frenar la sequía.

#### Romería de San Miguel
En la ermita de San Miguel, ubicada en uno de los cerros dentro del casco urbano de la localidad, se realiza una popular romería el domingo anterior al día del santo (29 de septiembre), que incluye diversas actividades como una traca y carreras de sacos.

#### Fiestas de losReyes Magos
Debido a su legado juguetero, la figura de los Reyes Magos está presente en la historia y tradiciones de Ibi. A principios del mes de enero, se colocan telegramas gigantes donde se anuncia la inminente llegada de los Reyes Magos por los monumentos y sitios singulares. El día 4 se organiza la tradicional "recogida de cartas", en la que los heraldos de los Reyes Magos recogen las cartas de los niños para entregarlas a sus majestades. Durante la tarde-noche del día 5 se lleva a cabo la Cabalgata de Reyes Magos con un desfile que incluye espectáculos y música. Al igual que en la localidad vecina de Alcoy, existe en Ibi la figura de los paqueteros reales, que utilizan escaleras para subir a los balcones de las familias (que previamente han solicitado el servicio) y entregar los regalos en mano una vez terminada la cabalgata.

#### Mercado de los Reyes Magos
El Mercado de los Reyes Magos de Ibi es un nuevo concepto de mercado navideño para la localidad cuya primera edición se celebró en 2018. Se celebra a mediados del mes de diciembre, durante los días 16, 17 y 18, bajo el nombre "Donde viven los sueños". Incluye actividades de animación y rutas guiadas, así como muestras de gastronomía y artesanía local.

### Fiestas populares

#### Fiestas de invierno
Declaradas de Interés Turístico Autonómico. El 28 de diciembre se celebra la fiesta de "Los Enharinados" ("Els enfarinats"), en la que, a golpe de petardos y harina, los insurgentes consiguen rendir a la población bajo su mandato. El nuevo alcalde de los "Enfarinats" toma la vara de mando ficticio de manos del alcalde de la localidad. Tras la toma de posesión simbólica del nuevo Gobierno local de Els Enfarinats, el nuevo orden se impone en Ibi a golpe de escaramuzas y batallas de huevos, harina y cohetes borrachos. Hacia el mediodía, el absurdo y las excentricidades de este grupo de hombres ataviados con las más estrafalarias vestimentas, se extiende por todo el centro urbano de la localidad juguetera donde, por un solo día, campan a sus anchas, tendiendo emboscadas y enfrentándose a la oposición en una batalla épica, que se repite todos los años, y a la que están expuestos no solo los milicianos de los enharinados, sino también los viandantes que inocentemente cruzan los dominios de los golpistas. Los ciudadanos que se atreven a cruzar por la plaza de la Iglesia, cuartel general de los enharinados, y osan incumplir sus disparatadas órdenes, acaban rebozados en harina y huevo. El centro urbano de Ibi se cubre de una gran nube blanca en la que apenas se puede vislumbrar a los protagonistas, que despliegan todos sus efectivos bélicos y toman la plaza de la Iglesia, último bastión en el que se decide la batalla con "cohetes borrachos". Al final del combate, la oposición se doblega a los invasores, ante cuyo avance no tiene más remedio que replegarse en las escalinatas de la iglesia de la Transfiguración del Señor. El final de la batalla viene precedido por la anunciada derrota de la oposición que, finalmente, se rinde ante la superioridad de los "enharinados", sin que haya que lamentar bajas en ninguno de los dos bandos. Con la rendición de la oposición, llega el armisticio por el que se unen los dos bandos enfrentados y unidos, al fin, por una causa común: recaudar fondos para el asilo de ancianos San Joaquín de Ibi. La recaudación del "impuesto revolucionario" se realiza entre los establecimientos comerciales de la localidad.
La jornada finaliza con la tradicional "danza", en las que participan mujeres vestidas con lujosos trajes, hombres cubiertos con elegantes capas, y otros peculiares personajes conocidos como "los tapados", que van disfrazados de las formas más variopintas y cubiertos con capa y máscaras. La danza se inicia tras recibir el permiso del alcalde de los enharinados, como último acto de su mandato, y tiene lugar por la noche en el pabellón del polideportivo el baile del Virrey en el que se representan los bailes regionales y que tendrá un segundo acto también el día 30 de diciembre. Las fiestas de invierno de Ibi tienen muchos más protagonistas como son els fadrins, els casats y els amantats.

## Medios de comunicación
- Radio municipal: Radio Ibi 107.7 Fm
- Periódico comarcal: https://www.escaparatedigital.com/

## Ciudades hermanadas
- Tomelloso, España